# Teruelia adroveri
La teruelia (Teruelia adroveri) è un mammifero artiodattilo estinto, vicino all'origine dei giraffidi. Visse nel Miocene inferiore (circa 20 milioni di anni fa) e i suoi resti fossili sono stati ritrovati in Spagna.

## Descrizione
Questo animale era molto diverso dalle giraffe attuali (ad esempio non possedeva in caratteristico collo allungato), ma era già dotato di appendici frontali ben sviluppate (ossiconi), presenti solo nei maschi. Le zampe erano snelle e allungate, al contrario di quelle dell'affine Lorancameryx che le possedeva invece robuste e pesanti. Come molti giraffoidi basali, Teruelia era dotato di caratteristiche primitive, come la presenza di canini superiori, ed era sprovvisto di altri caratteri tipici dei giraffidi attuali, come i canini inferiori bilobati. 

## Classificazione
Descritto per la prima volta nel 1988, Teruelia è stato ritrovato in Spagna in terreni dell'inizio del Miocene (Rambliano). I fossili provengono dalla zona nota come Navarrete del Rio. Teruelia e l'affine Lorancameryx sono assai simili ad altri animali più o meno coevi o leggermente più antichi, come Progiraffa, i cui fossili sono stati ritrovati in Pakistan. Questi animali, provenienti dall'Asia, rappresentano il primo ceppo di giraffoidi, dal quale si sono poi originati i giraffidi veri e propri. 